# Élections sénatoriales de 2020 au Dakota du Sud
Les élections sénatoriales de 2020 au Dakota du Sud ont lieu le 3 novembre 2020 afin d'élire les 35 membres du Sénat de l'État américain du Dakota du Sud.

## Système électoral
Le Sénat du Dakota du Sud est la chambre haute de son parlement bicaméral. Il est composé de 35 sièges pourvus pour deux ans au scrutin uninominal majoritaire à un tour dans autant de circonscriptions.

## Résultats
|       | Parti républicain (R) |    |               |  |  |  |
|       | Parti démocrate (D)   |    |               |  |  |  |
|       |                       |    |               |  |  |  |
| Total | Total                 | 35 | en stagnation |  |  |  |